# 納塔利夫卡 (霍羅爾區)
49°48′54″N 33°7′29″E / 49.81500°N 33.12472°E
納塔利夫卡（烏克蘭語：Наталівка），是烏克蘭中部的村莊，隸屬波爾塔瓦州的盧布尼區。該村處於克里瓦魯達河畔，距離沙爾基夫希納0.5公里，海拔高度128米，2001年人口188。